# Eu Sei, Tu És...
Eu Sei, Tu És… é o primeiro álbum de estúdio da banda portuguesa Santamaria.

Contém 13 faixas sendo duas remisturadas. Foi lançado em 25 de Março de 1998 pela editora Vidisco, com a produção a cargo de Tony Lemos e Luís Marante. Vendeu ceerca de 120 mil cópias e alcançou a marca de tripla platina.
Deste trabalho, 3 temas ("Eu sei, tu és…", "És demais" e "Não dá p'ra viver sem ti") seriam escolhidos para integrar a primeira compilação da banda Boogie Woogie, lançada em 2003.
Já para a segunda compilação da banda Hit Singles, lançada em 2006 pela Vidisco, foram seleccionados 4 temas: "Eu sei, tu és…", "És demais" e "Não dá p'ra viver sem ti" e "Happy Maravilha".
Para o primeiro álbum ao vivo da banda 10 Anos - Ao Vivo, lançado em 2008 pela Espacial, foram escolhidos deste trabalho 2 temas: "Eu sei, tu és…" e "Não dá p'ra viver sem ti". De notar que este último tema é erradamente denominado de "Não dá p´ra te amar" pela editora Espacial e em consequência em vários outros locais na Internet.

## Faixas
1. "Eu sei, tu és…" (Filipa Lemos)
2. "Rumos de verdade"
3. "És demais" (Rui Batista / Filipa Lemos)
4. "Não dá p'ra viver sem ti" (Filipa Lemos)
5. "Sem conseguir entrar em ti"
6. "Happy Maravilha"
7. "Tropicalia caliente"
8. "Gosto que tu gostes"
9. "Foi assim que descobri"
10. "Em preto e branco"
11. "Só a ti, só a ti"
12. "Eu sei, tu és…" (Club Remix)
13. "Eu sei, tu és…" (Jashook Piano Version)